# باتريشيا ستيفنز
باتريشيا ستيفنز (بالإنجليزية: Patricia Stephens)‏ هي لاعبة كرة الريشة أمريكية، ولدت في 26 نوفمبر 1928 في بالتيمور في الولايات المتحدة، وتوفي بنفس المكان في 23 يوليو 2016.